# IPadOS 16
iPadOS 16 — четвертий основний випуск операційної системи iPadOS, розроблений Apple для лінійки планшетних комп'ютерів iPad. Наступник iPadOS 15, він був представлений 6 червня 2022 року на Apple Worldwide Developers Conference разом з iOS 16, macOS Ventura, watchOS 9 і tvOS 16.
Публічна версія iPadOS 16 була випущена 24 жовтня 2022 року, а публічна бета-версія була доступною в липні.

## Історія

### Оновлення
Перша бета-версія iPadOS 16 для розробників була випущена 6 червня 2022 року.
| Версія    | Збірка   | Дата випуску  | Примітки                           |  |
| --------- | -------- | ------------- | ---------------------------------- |  |
| 16.0 beta | 20A5283p | 6 червня 2022 | iOS & iPadOS 16 Beta Release Notes |  |
| 16.0      | 20A5283p | 6 червня 2022 | iOS & iPadOS 16 Beta Release Notes |  |

Легенда:   Минулі   Поточна   Beta

## Особливості
Одна з функцій в iPadOS 16 є програма «Погода», яка вперше з'явилася для планшета iPad в iPadOS 16.

## Підтримувані пристрої
iPadOS 16 підтримується на iPad, випущених наприкінці 2015 року або пізніше, а також на iPad із чипами A9, A9X або новішими, припиняється підтримка iPad, випущених наприкінці 2014 року і в кінці 2015 року, а також на iPad з чипами A8 або A8X, зокрема iPad Air 2 і iPad Mini 4. Цей реліз став другим оновленням операційної системи, коли Apple відмовилася від підтримки старих 64-розрядних iPad. iPadOS 16 підтримується на таких пристроях:
- iPad Air (3-го покоління)
- iPad Air (4-го покоління)
- iPad Air (5-го покоління)
- iPad (5‑го покоління)
- iPad (6‑го покоління)
- iPad (7‑го покоління)
- iPad (8-го покоління)
- iPad (9-го покоління)
- iPad (10-го покоління)
- iPad mini (5-го покоління)
- iPad Mini (6-го покоління)
- iPad Pro (1‑го покоління)
- iPad Pro (2‑го покоління)
- iPad Pro (3-го покоління)
- iPad Pro (4‑го покоління)
- iPad Pro (5‑го покоління)